# Rhinella
Rhinella er en slægt af tudser, der er hjemmehørende i de neotropiske dele af Mexico, Central- og Sydamerika. Derudover er agatudsen indført i Australien, Caribien, Filippinerne og andre steder.
Oprindeligt var alle arter af slægten Rhinella inkluderet i slægten Bufo, derefter blev de opdelt i slægterne Chaunus og Rhamphophryne. Imidlertid betragtes Chaunus og Rhamphophryne nu som synonymer for Rhinella.

## Etymologi
- Rhinella betyder 'lille næse', fra rhino- (ῥῑνο-), sammensat af den antikke græske rhis (ῥίς, 'næse') og det latinske diminutivsuffiks -ella.[2]
- Chaunus er den latiniserede form af det oldgræske chaûnos (χαῦνος, 'porøs, svampet'). [3]
- Rhamphophryne, der betyder "næbtudse", er fra rhamphos (ῥάµϕος, 'næb')[4] og phrunē (φρύνη, 'tudse').[2]

## Arter
Disse arter er anerkendt i slægten Rhinella:
| Billede | Navn                                                                                   | Udbredelse |
| ------- | -------------------------------------------------------------------------------------- | --- |
|         | Rhinella abei (Baldissera, Caramaschi & Haddad, 2004)                                  | sydøstlige Brasilien (østlige Paraná, østlige Santa Catarina og nordlige Rio Grande do Sul)                           |
|         | Rhinella achalensis (Cei, 1972)                                                        | nordlige Argentina (provinserne Córdoba og San Luis)                                                                  |
|         | Rhinella achavali (Maneyro, Arrieta, & de Sá, 2004)                                    | Uruguay og det sydligste Brasilien (Rio Grande do Sul)                                                                |
|         | Rhinella acrolopha (Trueb, 1971)                                                       | Serranía del Darién i det østlige Panama                                                                              |
|         | Rhinella acutirostris (Spix, 1824)                                                     | Brasilien, Colombia, Panama og Venezuela                                                                              |
|         | Rhinella alata (Thominot, 1884)                                                        | vestlige Panama gennem Chocoan, vestlige Colombia til nordvestlige Ecuador                                            |
|         | Rhinella amabilis (Pramuk og Kadivar, 2003)                                            | Loja Province, Ecuador                                                                                                |
|         | Rhinella amboroensis (Harvey & Smith, 1993)                                            | Bolivia (Cochabamba Department)                                                                                       |
|         | Rhinella arborescandens (Duellman & Schulte, 1992)                                     | Peru (Mendoza, nordlige Cordillera Central, i Amazonas regionen)                                                      |
|         | Rhinella arenarum (Hensel, 1867)                                                       | Argentina fra Chubut provinsen mod nord, Bolivia øst for Andes                                                        |
|         | Rhinella arequipensis (Vellard, 1959)                                                  | Peru |
|         | Rhinella arunco (Molina, 1782)                                                         | Chile |
|         | Rhinella atacamensis (Cei, 1962)                                                       | Chile mellem Paposo (Antofagasta regionen) og Las Chilcas (Valparaíso regionen)                                       |
|         | Rhinella azarai (Gallardo, 1965)                                                       | Paraguay |
|         | Rhinella beebei (Gallardo, 1965)                                                       | Colombia øst for Andes og Venezuela nord for Orinoco til Fransk Guiana; Trinidad                                      |
|         | Rhinella bergi (Céspedez, 2000)                                                        | Argentina, Brasilien og Paraguay                                                                                      |
|         | Rhinella bernardoi Sanabria, Quiroga, Arias, and Cortez, 2010                          | Argentina |
|         | Rhinella casconi Roberto, Brito og Thomé, 2014                                         | Brasilien (Ceará) |
|         | Rhinella castaneotica (Caldwell, 1991)                                                 | Bolivia (Pando), Brasilien (Amazonas, Pará og Rondônia), Colombia (Amazonas, Caquetá og Putumayo) og østlige Peru     |
|         | Rhinella centralis Narvaes og Rodrigues, 2009                                          | Panama (Chiriquí) |
|         | Rhinella ceratophrys (Boulenger, 1882)                                                 | Colombia, sydlige Venezuela (Cerro Neblina og Cerro Marahuaca), østlige Ecuador, nordøstlige Peru (Loreto), Brasilien |
|         | Rhinella cerradensis Maciel, Brandão, Campos og Sebben, 2007                           | Brasilien (Piauí, Bahia, Goiás, Mato Grosso og Distrito Federal), Argentina (Corrientes)                              |
|         | Rhinella chavin (Lehr, Köhler, Aguilar & Ponce, 2001)                                  | Peru (Huánuco) |
|         | Rhinella chrysophora (McCranie, Wilson & Williams, 1989)                               | Honduras |
|         | Rhinella chullachaki (Castillo-Urbina, Glaw, Aguilar-Puntriano, Vences og Köhler 2021) | Peru (Huánuco) |
|         | Rhinella cristinae (Vélez-Rodriguez & Ruiz-Carranza, 2002)                             | Colombia (La Pedrera, Amazonas provinsen)                                                                             |
|         | Rhinella crucifer (Wied-Neuwied, 1821)                                                 | østlige Brasilien mellem delstaterne Ceará mod nord og Rio de Janeiro                                                 |
|         | Rhinella dapsilis (Myers & Carvalho, 1945)                                             | Brasilien, Colombia, Ecuador og Peru                                                                                  |
|         | Rhinella diptycha (Cope, 1862)                                                         | Argentina, Paraguay, Uruguay, østlige Bolivia og østlige og sydlige Brasilien                                         |
|         | Rhinella dorbignyi (Duméril & Bibron, 1841)                                            | nordøstlige Argentina, Uruguay og sydøstlige Brasilien                                                                |
|         | Rhinella exostosica Ferrão, Lima, Ron, dos Santos & Hanken, 2020                       | Bolivia (Beni og Pando departmenter), Brasilien (Rondônia) og Peru (Departmenterne Ucayali og Madre de Dios)          |
|         | Rhinella fernandezae (Gallardo, 1957)                                                  | Argentina, Brasilien, Paraguay og Uruguay                                                                             |
|         | Rhinella festae (Peracca, 1904)                                                        | Ecuador og Peru |
|         | Rhinella fissipes (Boulenger, 1903)                                                    | Bolivia og Peru |
|         | Rhinella gallardoi (Carrizo, 1992)                                                     | Argentina |
|         | Rhinella gildae Vaz-Silva, Maciel, Bastos og Pombal, 2015                              | Brasilien |
|         | Rhinella gnustae (Gallardo, 1967)                                                      | Argentina |
|         | Rhinella granulosa (Spix, 1824)                                                        | Brasilien |
|         | Rhinella henseli (Lutz, 1934)                                                          | Brasilien |
|         | Rhinella hoogmoedi (Caramaschi & Pombal, 2006)                                         | Brasilien |
|         | Rhinella horribilis (Wiegmann, 1833)                                                   | nordlige-vestlige Sydamerika                                                                                          |
|         | Rhinella humboldti (Gallardo, 1965)                                                    | Colombia, Venezuela, Trinidad og Guianaerne                                                                           |
|         | Rhinella icterica (Spix, 1824)                                                         | nordøstlige Argentina (Misiones Province), sydlige Brasilien og østlige Paraguay                                      |
|         | Rhinella inca (Stejneger, 1913)                                                        | Peru |
|         | Rhinella inopina Vaz-Silva, Valdujo og Pombal, 2012                                    | Minas Gerais, sydøstlige Brasilien                                                                                    |
|         | Rhinella iserni (Jiménez de la Espada, 1875)                                           | Peru |
|         | Rhinella jimi (Stevaux, 2002)                                                          | Brasilien (mellem Bujaru i nordøstlige Pará og Maranhão mod nord, syd til Bahia og Vitória, Espírito Santo)           |
|         | Rhinella justinianoi (Harvey & Smith, 1994)                                            | Bolivia |
|         | Rhinella leptoscelis (Boulenger, 1912)                                                 | Peru |
|         | Rhinella lescurei Fouquet, Gaucher, Blanc og Velez-Rodriguez, 2007                     | Fransk Guiana, Suriname                                                                                               |
|         | Rhinella lilyrodriguezae Cusi, Moravec, Lehr og Gvoždík, 2017                          | Peru |
|         | Rhinella limensis (Werner, 1901)                                                       | Peru |
|         | Rhinella lindae (Rivero & Castaño, 1990)                                               | Colombia |
|         | †Rhinella loba Pérez-Ben, Gómez & Báez, 2019                                           | Argentina |
|         | Rhinella macrorhina (Trueb, 1971)                                                      | Colombia |
|         | Rhinella magnussoni Lima, Menin og Araújo, 2007                                        | Brasilien |
|         | Rhinella major (Müller og Hellmich, 1936)                                              | Argentina, Paraguay og Bolivia og Brasilien                                                                           |
|         | Rhinella manu Chaparro, Pramuk og Gluesenkamp, 2007                                    | Peru |
|         | Rhinella margaritifera (Laurenti, 1768)                                                | Panama, Bolivia, Brasilien, Colombia, Ecuador, Fransk Guiana, Guyana, Peru, Suriname og Venezuela                     |
|         | Rhinella marina (Linnaeus, 1758) (agatudse)                                            | sydlige og fastlands-Centralamerika                                                                                   |
|         | Rhinella martyi Fouquet, Gaucher, Blanc og Velez-Rodriguez, 2007                       | Suriname |
|         | Rhinella merianae (Gallardo, 1965)                                                     | Venezuela (Bolívar), Suriname, Guyana, Brasilien                                                                      |
|         | Rhinella mirandaribeiroi (Gallardo, 1965)                                              | Brasilien (Bahia, Maranhão, Mato Grosso, Mato Grosso do Sul, Minas Gerais, Pará og Piaui), Bolivia (Santa Cruz)       |
|         | Rhinella multiverrucosa (Lehr, Pramuk & Lundberg, 2005)                                | Peru (Pasco) |
|         | Rhinella nattereri (Bokermann, 1967)                                                   | Venezuela (Bolivar), Guyana                                                                                           |
|         | Rhinella nesiotes (Duellman & Toft, 1979)                                              | Peru |
|         | Rhinella nicefori (Cochran & Goin, 1970)                                               | Colombia (Antioquia)                                                                                                  |
|         | Rhinella ocellata (Günther, 1858)                                                      | Brasilien |
|         | Rhinella ornata Spix, 1824                                                             | Brasilien |
|         | Rhinella paraguas Grant og Bolívar-Garcías, 2014                                       | Colombia (Chocó) |
|         | Rhinella paraguayensis Ávila, Pansonato og Strüssmann, 2010                            | Paraguay |
|         | Rhinella poeppigii (Tschudi, 1845)                                                     | Ecuador, Peru og Bolivia                                                                                              |
|         | Rhinella proboscidea (Spix, 1824)                                                      | Brasilien, Colombia, Ecuador og Peru                                                                                  |
|         | Rhinella pygmaea (Myers & Carvalho, 1952)                                              | Brasilien |
|         | Rhinella quechua (Gallardo, 1961)                                                      | Bolivia |
|         | Rhinella roqueana (Melin, 1941)                                                        | nordlige Peru, østlige Ecuador (Pastaza), Amazonian Colombia (Amazonas og Caquetá departmenterne), Brasilien          |
|         | Rhinella rostrata (Noble, 1920)                                                        | Colombia (Antioquia)                                                                                                  |
|         | Rhinella rubescens (Lutz, 1925)                                                        | Brasilien |
|         | Rhinella rubropunctata (Guichenot, 1848)                                               | Chile og Argentina |
|         | Rhinella ruizi (Grant, 2000)                                                           | Colombia (Antioquia)                                                                                                  |
|         | Rhinella rumbolli (Carrizo, 1992)                                                      | Bolivia |
|         | Rhinella scitula (Caramaschi & de Niemeyer, 2003)                                      | Paraguay (Amambay og Concepción Departments), Brasilien (Mato Grosso do Sul)                                          |
|         | Rhinella sclerocephala (Mijares-Urrutia & Arends-R., 2001)                             | Venezuela |
|         | Rhinella sebbeni Vaz-Silva, Maciel, Bastos og Pombal, 2015                             | Brasilien |
|         | Rhinella spinulosa (Wiegmann, 1834)                                                    | Argentina, Bolivia, Chile og Peru                                                                                     |
|         | Rhinella stanlaii (Lötters & Köhler, 2000)                                             | Bolivia (Cochabamba, La Paz og Santa Cruz)                                                                            |
|         | Rhinella sternosignata (Günther, 1858)                                                 | Colombia og Venezuela                                                                                                 |
|         | Rhinella tacana (Padial, Reichle, McDiarmid, & De la Riva, 2006)                       | Bolivia (La Paz) |
|         | Rhinella tenrec (Lynch & Renjifo, 1990)                                                | Colombia |
|         | Rhinella truebae (Lynch & Renjifo, 1990)                                               | Colombia |
|         | Rhinella vellardi (Leviton & Duellman, 1978)                                           | Peru |
|         | Rhinella veraguensis (Schmidt, 1857)                                                   | Bolivia og sydøstlige Peru                                                                                            |
|         | Rhinella veredas (Brandão, Maciel og Sebben, 2007)                                     | Brasilien (Piauí og Bahia)                                                                                            |
|         | Rhinella yanachaga Lehr, Pramuk, Hedges og Córdova, 2007                               | Peru (Pasco) |
|         | Rhinella yunga (Mordavec, Lehr, 2014)                                                  | Peru (Yungas) |